# Medaglia della congiura dei Pazzi
La medaglia della congiura dei Pazzi, in bronzo (diametro 6,56 cm) fu realizzata da Bertoldo di Giovanni e Andrea Guazzalotti nel 1478, come celebrazione dei drammatici fatti di quell'anno.

## Storia
Il 26 aprile 1478 durante la messa nel Duomo di Firenze ci fu un sanguinoso attentato ai due fratelli Medici, che avevano ereditato il governo di fatto della città dopo la morte di loro padre Piero il Gottoso. La predominanza dei Medici ormai pluridecennale, iniziava a preoccupare le altre famiglie magnatizie fiorentine, tra cui i ricchi e colti Pazzi, e le potenze straniere, come papa Sisto IV, Ferdinando I di Napoli o Federico da Montefeltro.
I due rampolli (Lorenzo era ventinovenne e Giuliano ventiquattrenne) vennero assaliti a sorpresa, ma se Lorenzo, sebbene ferito, riuscì a salvarsi barricandosi in sagrestia, Giuliano cadde sotto i colpi dei congiurati. Alla fine l'appoggio del popolo fiorentino ai Medici fu decisivo, e molti dei congiurati finirono giustiziati di lì a poco. Il traumatico evento ebbe un'ampia risonanza ed influenzò profondamente le scelte politiche di Lorenzo, che negli anni successivi cercò di pacificare le alleanze, spesso usando l'arte e la cultura per il suo scopo, inviando artisti fiorentini negli stati vicini.
La medaglia venne fatta fondere lo stesso anno della congiura, per testimoniare gli eventi in maniera figurata, e non è escluso che fosse un raffinato dono da parte di Lorenzo ai suoi alleati, fiorentini e stranieri, che così partecipavano con lui al ricordo del drammatico evento: un tema politico si ricava anche dall'iscrizione che definisce Lorenzo "Salvezza della cosa pubblica", mentre Giuliano, definito "Lutto pubblico", diventava una sorta di martire. Un'analoga diffusione sull'onda emozionale degli avvenimenti si ebbe probabilmente anche col Ritratto di Giuliano de' Medici e derivati di Botticelli, che testimoniava malinconicamente le fattezze della giovane vita spezzata.
La scelta del medaglista cadde su Bertoldo di Giovanni, artista di casa (alcuni arrivano anche a ipotizzare che fosse un figlio illegittimo di Giovanni di Cosimo de' Medici), che era stato allievo di Donatello ed aveva già pratica nell'arte medaglistica.
La prima tiratura della medaglia fu limitata, e nel settembre 1478 un modello venne inviato a Prato ad Andrea Guazzalotti affinché nel facesse altre copie.
Se ne conoscono varie copie, tra cui: due al Museo del Bargello e una al Museo Horne di Firenze, una alla Galleria Estense di Modena, due ai Musei di Capodimonte di Napoli, una alla Staatliche Münzsammlung di Monaco di Baviera, al British e al Victoria and Albert Museum di Londra, all'Ashmolean Museum di Oxford, alla National Gallery of Art di Washington, al Metropolitan Museum of Art di New York.

## Descrizione e stile

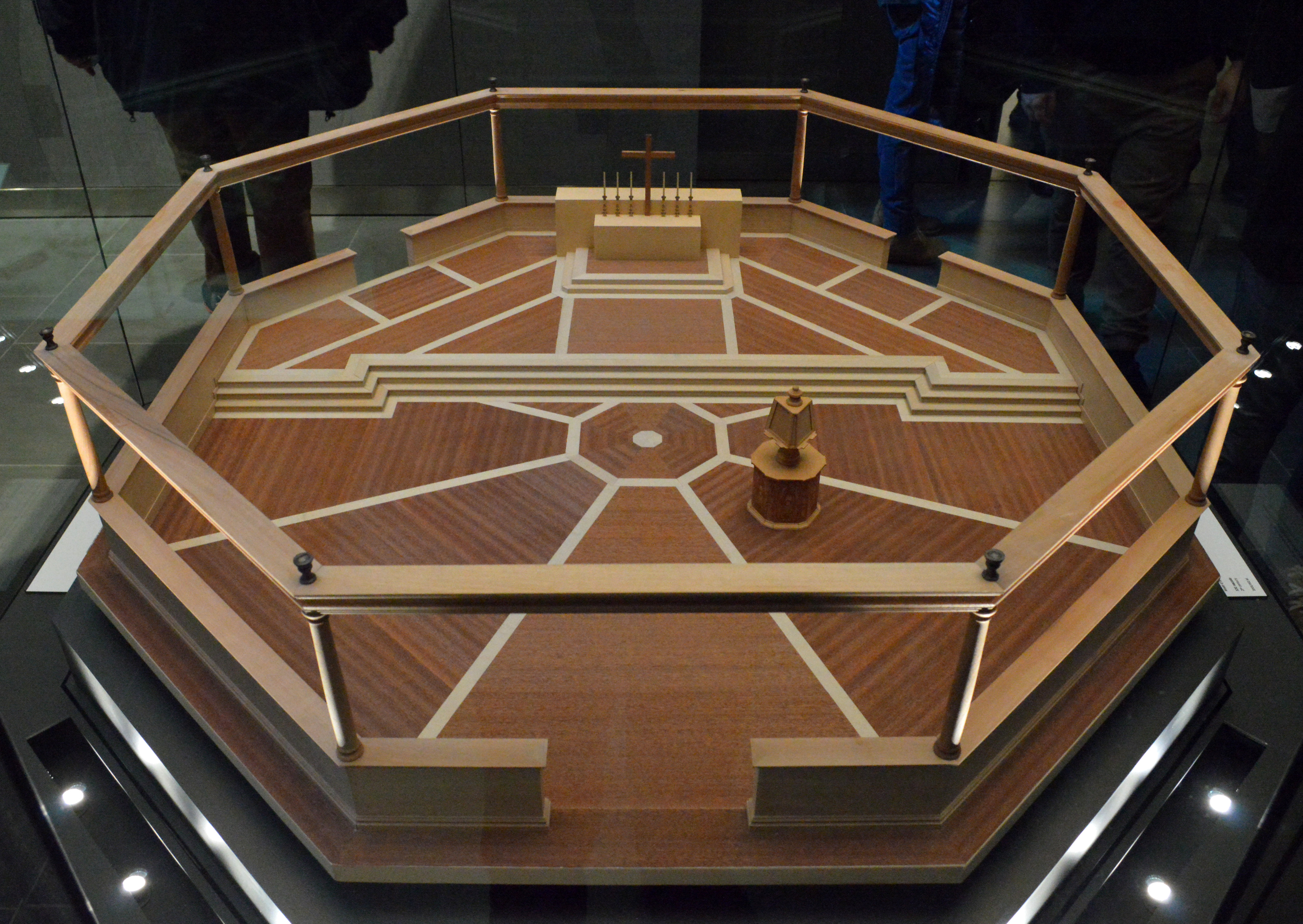
Modello ricostruttivo del coro della cattedrale di Santa Maria del Fiore (costruito nel 1437-39 da Filippo Brunelleschi e demolito nel 1520) all'epoca della congiura

Le due facce mostrano uno schema simile, con al centro una cronaca figurata degli eventi della congiura e in alto il busto, fuori misura con il resto dei personaggi, di Lorenzo su un lato e di Giuliano sull'altro. Nel primo vi si legge "LAVRENTIVS MEDICES SALVS PVBLICA", nell'altro "IVLIANVS MEDICES LVCTVS PVBLICVS". Il ritratto del primo mostra il mento appuntito e la mascella robusta, elementi poi smorzati nei ritratti in età più avanzata, nonché il naso allungato che è tra le caratteristiche fisiognomiche sue salienti, mentre quello di Giuliano, con lo sguardo abbassato, riprende la fisionomia immortalata da Botticelli nei ritratti postumi.
La parte più originale è quella della vivace descrizione dei fatti sanguinosi, ambientati nell'area del brunelleschiano coro della cattedrale di Santa Maria del Fiore. Il lato Giuliano mostra i presbiteri ancora seduti all'interno del recinto, segno della rapidità degli eventi appena iniziati, mentre davanti ad essa i congiurati levano le spade accanendosi su un corpo disteso a destra (quello di Giuliano) e su un uomo che tenta di difendersi alzando le braccia a sinistra (Lorenzo). Nell'altro lato l'inquadratura della scena ha fatto il giro del coro, come si nota dalla posizione del badalone e delle statue esterne. I presbiteri si affollano verso destra dove è caduto Giuliano, mentre al centro Lorenzo sta fuggendo inseguito dai congiurati con le spade levate, ma anche distratti da una figura che si interpone, Francesco Nori, che pure perse la vita nell'agguato. A sinistra alcune figure fanno gesto a Lorenzo di affrettarsi a fuggire verso un riparo.
La vivacità della narrazione, una cronaca puntuale di sicura sinteticità, utilizza schemi inediti, ed è uno dei più antichi esempi di un avvenimento contemporaneo trasposto immediatamente in un'opera d'arte.